# Condado de Platte (Wyoming)
O Condado de Platte é um dos 23 condados do Estado americano do Wyoming. A sede do condado é Wheatland, que é também a sua maior cidade. O condado tem uma área de 5467 km² (dos quais 67 km² estão cobertos por água), uma população de 8807 habitantes, e uma densidade populacional de 1,6 hab/km² (segundo o censo nacional de 2000). O condado foi fundado em 1911.